# 傑姆 (堪薩斯州)
傑姆（英語：Gem）是一個位於美國堪薩斯州托馬斯縣的城市。

## 地方資料
根據2020年美國人口普查的數據，傑姆的面積為0.86平方千米，當中陸地面積為0.86平方千米，而水域面積為0.00平方千米。當地共有人口98人，而人口密度為每平方千米113.95人。